# Institut national d’histoire de l’art
Das Institut national d’histoire de l’art (INHA) ist ein als Grand établissement eingestuftes französisches Forschungsinstitut für Kunstgeschichte, das am 12. Juli 2001 mit dem Dekret Nr. 2001-621 geschaffen wurde. Die Aufgabe des Instituts ist es, zu Forschung, Ausbildung und Vermittlung im Bereich der Kunstgeschichte und des Kulturellen Erbes beizutragen. Das INHA hat seinen Sitz in der Galerie Colbert in Paris.

## Geschichte

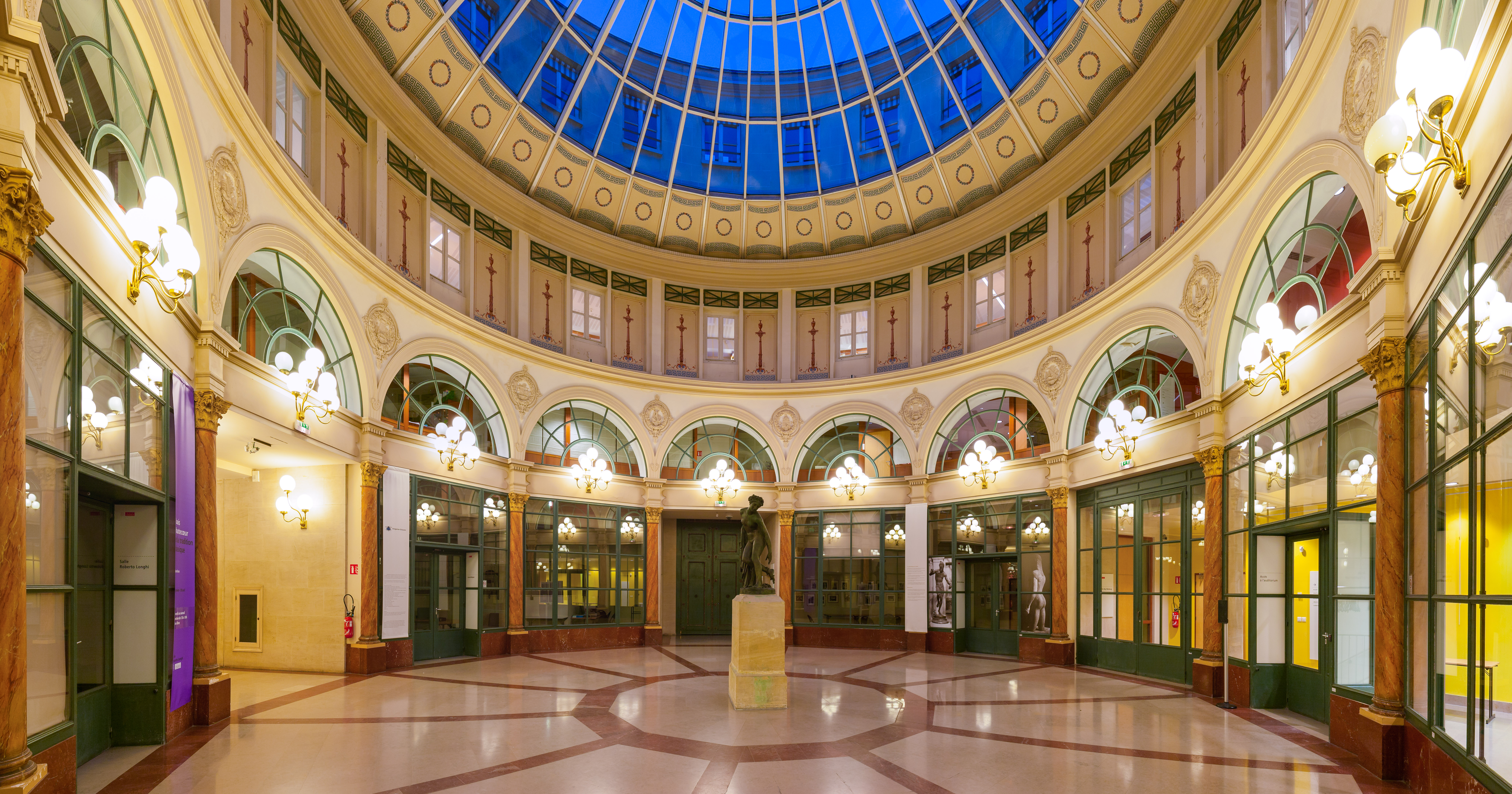
L’Institut national d’histoire de l’art se trouve dans la galerie Colbert à Paris.

Im Jahr 1973 schlug der französische Kunsthistoriker Jacques Thuillier dem französischen Präsidenten Georges Pompidou die Gründung eines nationalen Instituts für Kunstgeschichte vor, um die Forschung auf diesem Gebiet zu konzentrieren und auszubauen. Zu diesem Zeitpunkt wurde der Vorschlag jedoch nicht weiterverfolgt. Im Jahr 1983 wurde die Idee wieder aufgegriffen und Premierminister Pierre Mauroy beauftragte André Chastel, Vorschläge zu entwickeln.
Im Jahr 1986 wurde unter der Präsidentschaft des Kunsthistorikers Antoine Schnapper ein Verein gegründet, der bereits den Namen Institut national d'histoire de l'art trug. Ein Gutachten wurde bei Marc Fornacciari in Auftrag gegeben, der ein solches Institut eher als Dienstleister für die Forschung sah. Am Rande eines internationalen Kunstgeschichtskongresses in Straßburg kündigte Kulturminister Jack Lang dann die Gründung eines Internationalen Instituts für Kunstgeschichte in Paris an.
Ab 1990 ermöglichte der geplante Umzug der Nationalbibliothek die Wiederverwendung ihrer Räume für die Einrichtung des Instituts, das mit einer Nationalen Kunstbibliothek gekoppelt werden sollte. Ende 1991 strebte die französische Regierung die Gründung zweier unterschiedlicher Einheiten an: einerseits eines Internationalen Instituts für Geschichte der Künste und andererseits einer nationalen Bibliothek für Kunstgeschichte.
Ende des Jahres 1992 begann man mit der Gründung eines internationalen Zentrums für Kunstgeschichte, das aus dem oben erwähnten Institut und der Bibliothek bestehen sollte, zudem sollte das Institut national du patrimoine integriert werden. Gleichzeitig veröffentlichten François Fossier und Françoise Benhamou Pläne zu der künftigen Bibliothek, die verschiedene bereits bestehende Bibliotheken und Fachabteilungen der Nationalbibliothek zusammenführen sollte.
Im Jahr 1994 beauftragte die Regierung von Édouard Balladur den Direktor des Louvre Michel Laclotte mit der Veröffentlichung eines neuen Lageberichts. Eine Konvention wurde mit dem Museum des Louvre unterzeichnet, um die endgültige Verfassung des Instituts zu unterstützen. Im folgenden Jahr wurde Laclotte damit beauftragt, die Gründungen des INHA vorzubereiten. Anfang 1998 war es soweit: die Website des Instituts ging online, erste Projektaufrufe wurden veröffentlicht und Alain Schnapp zum Präsidenten der neugegründeten Association de préfiguration de l’Institut national d’histoire de l’art berufen. Im Jahr 2001 wurde dann endlich die Gründung des INHA offiziell mit dem Dekret vom 12. Juli 2001 beschlossen und Schnapp zum Direktor bestellt.

## Standorte
Das INHA besitzt zwei Standorte. Das 1634 erbaute Hôtel Bautru wurde während der Julimonarchie 1830 umgebaut. In dieses später Galerie Colbert genannt Gebäude zogen Verwaltung, Forschung und Lehre ein. Die Bibliothek des Instituts befindet sich in Teilen der ehemaligen Nationalbibliothek.

## Aufgaben
Das Institut national d’histoire de l’art besitzt drei Arbeitsschwerpunkte: Forschung, Aufwertung der Kunstgeschichte und Verwaltung der kunsthistorischen Bibliothek.
Das INHA beteiligt sich an der Ausbildung von kunsthistorischen Wissenschaftlern und Konservatoren. Es versucht, verschiedene Forschungsprogramme rund um die Kunstgeschichte zu entwickeln und achtet dabei auf die Förderung der Interdisziplinarität. Die Forschung orientierte sich im Rahmen des Zielvertrags 2007–2009 an drei Themen: Geschichte der Archäologie, der antiken und mittelalterlichen Kunst, Geschichte der Kunstgeschichte und des Geschmacks und schließlich Geschichte der Künste und der Architektur von der Neuzeit bis zur Gegenwart. Seine Abteilung für Dokumentationsentwicklung hat die Aufgabe, Dokumentationsdatenbanken aufzubauen und zu verbreiten, die unter dem Portal AGORHA (Accès global et organisé aux ressources en histoire de l'art) zusammengefasst sind.
Das INHA organisiert Kongresse, Kolloquien und wissenschaftliche Veranstaltungen und zeigt Ausstellungen in der Galerie Colbert. Es nimmt an mehreren Konferenzen wie den Dialogues d'art contemporain teil und produziert das Festival de l’histoire de l’art im Château de Fontainebleau zusammen mit dem Kulturministerium. Das Institut ist Herausgeber der Zeitschrift Perspective, die sich mit aktuellen Forschungsergebnissen im Bereich Kunstgeschichte befasst, Mitherausgeber von Büchern mit dem Comité des travaux historiques et scientifiques (CTHS), dem Collège de France oder der École du Louvre und arbeitet mit Verlagen wie InFolio, Picard, Philippe Picquier, Thames & Hudson oder Somogy zusammen. Außerdem übernimmt es eine Aufgabe zur Förderung des Mäzenatentums.

## Organisation

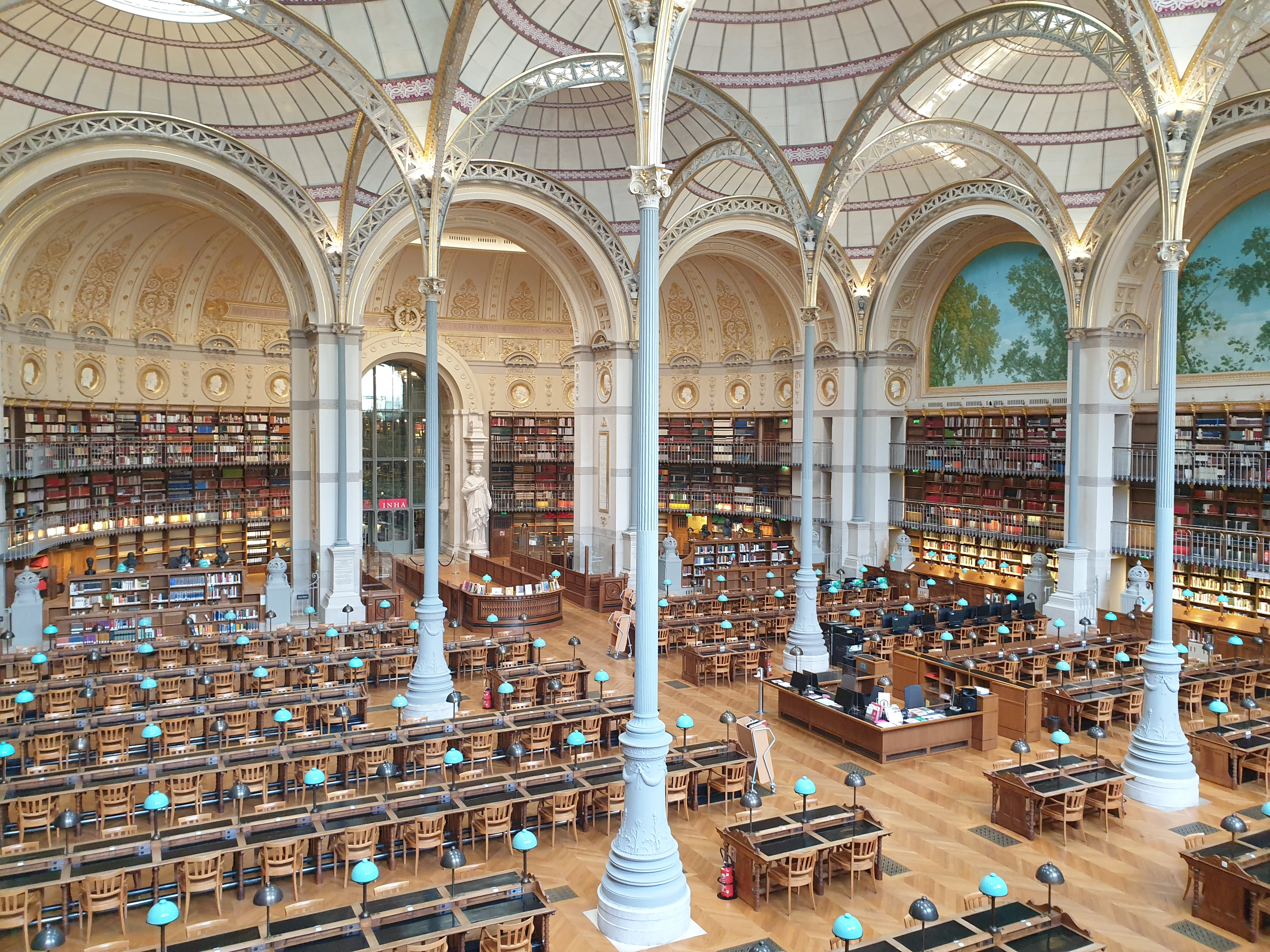
Der Lesesaal des INHA im Richelieu-Gebäude

Das INHA wird von einem Generaldirektor geleitet, der für jeweils fünf Jahre berufen wird und ein Mal wiedergewählt werden kann. Direktoren waren bisher:
- 2001–2005: Alain Schnapp
- 2005/06: Jean-Pierre Cuzin (provisorisch)
- 2006–2016: Antoinette Le Normand-Romain[7][8]
- seit 2016: Éric de Chassey[9]

Die Verwaltung wird geführt von einem Verwaltungsrat, dessen Vorsitzender seit 2016 Laurence Franceschini ist, Vizepräsidentin ist Christine Carrier.
Das INHA besteht aus der Abteilung für Lehre und Forschung und der Bibliothek. Im Jahr 2008 arbeiteten ca. 220 Personen für das INHA.